# Eratoneura omani
Eratoneura omani är en insektsart som först beskrevs av Beamer 1930.  Eratoneura omani ingår i släktet Eratoneura och familjen dvärgstritar. Inga underarter finns listade i Catalogue of Life.